# 対馬市立西部中学校
対馬市立西部中学校（つしましりつ せいぶちゅうがっこう, Tsushima City Seibu Junior High School）は、長崎県対馬市峰町三根にある公立中学校。

## 概要
歴史
1947年（昭和22年）4月の学制改革（六・三制の実施）により、「峰村立西部中学校」として開校した。2012年（平成24年）に創立65周年を迎えた。

校区
以下の住所表記の場所
- 対馬市峰町の後に「三根（みね）、津柳（つやなぎ）、青海（おうみ）、木坂（きさか）、狩尾（かりお）、賀佐（かさ）、吉田（よしだ）」の続く地区。
- 対馬市上県町の後に「鹿見（ししみ）、久原（くばら）、女連（うなつら）」の続く地区。

小学校区は対馬市立西小学校。

## 沿革
- 1947年（昭和22年）4月1日 - 学制改革（六・三制の実施）。
  - 旧・三根国民学校の初等科が改組され、峰村立三根小学校[4]となる。
  - 旧・三根国民学校の高等科および旧・三根青年学校が改組され、「峰村立西部中学校」（新制中学校）となる。
    - 旧・三根青年学校校舎（所在地:峰村三根字ムタ）を仮校舎として使用。
- 1952年（昭和27年）4月 - 峰村三根字田志に新校舎が完成し、移転。
- 1962年（昭和37年）3月 - へき地集会場（講堂）が完成。
- 1975年（昭和50年）8月 - 峰村三根1568番地に新校舎が完成。9月に移転。
- 1976年（昭和51年）4月1日 - 峰町の発足に伴い、「峰町立西部中学校」に改称。
- 2004年（平成16年）3月1日 - 対馬市の誕生により、「対馬市立西部中学校」（現校名）となる。
- 2010年（平成22年）4月1日 - 対馬市立久原中学校を統合。

## アクセス
最寄りのバス停
- 対馬交通 - 「大橋」、「三根診療所前」バス停

最寄りの道路
- 国道382号
- 長崎県道48号木坂佐賀線

## 周辺
- 対馬市立西小学校
- 対馬市峰行政サービスセンター（旧・峰地域活性化センター）対馬市教育委員会事務局・峰町歴史民俗資料館
- 対馬北警察署峰警察官駐在所
- 峯郵便局
- 峰総合運動公園
- シャインドームみね